# Mamertiner
Mamertiner var legosoldater som behärskade södra delen av nuvarande Italien och delar av Sicilien från 289 f.Kr. då de besatte Messina.
De syditalienska mamertinerna besegrades kring 271-270 av Romarriket och befäste romerskt kontroll över Syditalien. 
Namnet mamertiner kommer av Mamer, det oskiska namnet på krigsguden Mars.
Agathokles, en syrakusisk tyrann under 300-talet f.Kr. erövrade staden Messana (dagens Messina) någon gång kring 315-312. 
Agathokles hade starkt förlitat sig på legosoldater när han utkämpade sin långa konflikt mot karthagerna och i sina ansträngningar att utvidga sin stads välde. 
Bland hans styrkor fanns också en soldatesk som rekryterats bland kampanierna, oskisktalande ättlingar till de bergsstammar som invaderat den bördiga slätten under sista delen av 400-talet. 
Efter Agathokles död 289 lyckades den gruppen inte hitta någon uppdragsgivare i den förvirrade politiska situationen i Syrakusa. 
Vid något tillfälle under de närmast följande åren fick dessa s.k. mamertiner fritt tillträde till staden Messana, men slaktade då svekfullt de manliga medborgarna och lade beslag på deras hustrur och egendom. 
Med staden som bas drog de ut på härjningståg i grannskapet, tvingade andra samhällen att betala skatt till dem och utnyttjade den förvirrade situationen på ön. 